# Валуев, Виктор Кузьмич
Виктор Кузьмич Валуев — советский военный и государственный деятель, полковник.

## Биография
Родился в 1905 году в селе Зарослое. Член КПСС.
В РККА с 1927 года.
Участник боёв на КВЖД в 1929 году.
Участник Великой Отечественной войны: командир дивизиона 109-го гаубичного артиллерийского полка, командир 7-го воздушно-десантного гвардейского артиллерийского полка, командующий артиллерией 97-й гвардейской стрелковой дивизии, командующий артиллерией 9-й гвардейской воздушно-десантной Полтавской Краснознамённой дивизии
С 1960 года в отставке.
Умер до 1985 года.

## Награды
- Орден Ленина (05.11.1954)
- Орден Красного Знамени (29.01.1942, 17.11.1944, 06.11.1947)
- Орден Суворова II степени (27.06.1945)
- Орден Александра Невского (30.09.1943)
- Орден Отечественной войны I степени (12.12.1943)
- Орден Красной Звезды (09.07.1942, 03.11.1944)
- Орден Virtuti Militari 5 степени